# 長澤奏喜
長澤 奏喜（ながさわ そうき、1984年 - ）は、日本の登山家。世界初の「ラグビー登山家」である。

## 人物
ラグビー登山の創始者。愛知県立明和高等学校時代にラグビー部に所属し、大学でもラグビーを続けた。ラグビーワールドカップ2019のPRのため、「ワールド・トライ・プロジェクト」を掲げ、過去の全出場国にあたる25か国の国と地域の最高峰にラグビーボールをトライする活動を実施。
七大陸最高峰や8000m峰14座を筆頭にピークハントは欧米で生まれ、それが日本に伝えられるものが多い中、世界の最高峰を舞台にしたピークハントを設計、及び自ら実践した初めての日本人としての価値が長澤の冒険の中には潜んでいる。

## ラグビー登山
ラグビー登山とは、長澤が提唱した新しい登山家のスタイル。ラグビーワールドカップ2019のエンブレムに描かれているダイヤモンド富士が、富士山の山頂にラグビーボールがトライをしているよう見えたことが切っ掛け。
従来の登山のモチベーションとは異なり、「エンブレムに物語を付与する」との思いで、ラグビーワールドカップ全出場国の最高峰にトライし、世界中のラグビーの愛とパワーを結集させたボールを富士山の山頂へ奉納するコトをモチベーションに掲げていた。
各国の最高峰の登頂だけを目的にしておらず、ラグビーファン同士の交流やラグビーの普及なども重要な職務である。
スタート地点からラグビーボールを抱え、ノッコンすると5m下がって、スクラム姿勢を取ってからリスタート等の独自ルールがある。

## 経歴
- 1984年 - 愛知県春日井市生まれ
- 2003年 - 愛知県立明和高等学校卒業
- 2009年 - 慶應義塾大学理工学部数理科学科卒業
- 2012年 - 青年海外協力隊（ジンバブエ）農業大学のIT講師
- 2017年 - ラグビー登山家として活動開始

### 山歴

#### トライをした最高峰
- 2017.3.9 ポルトガル トーレ山
- 2017.3.15 スペイン ムラセン山
- 2017.4.5 イングランド スコーフィル・パイク
- 2017.4.7 ウェールズ スノードン山
- 2017.4.9 スコットランド ベン・ネビス
- 2017.4.11 アイルランド キャラントゥール山
- 2017.7.31 ルーマニア モルドヴェアヌ山
- 2017.8.22 フランス イタリア モンブラン
- 2018.1.16 アルゼンチン アコンカグア
- 2018.2.1 ウルグアイ カテドラル山
- 2018.9.16 ナミビア ブランドバーグ
- 2018.9.23 南アフリカ共和国 マファディ山
- 2018.9.29 ジンバブエ イニャンガイ
- 2018.10.13 コートジボワール ニンバ山
- 2018.12.16 ニュージランド クック山
- 2018.12.31 フィジー トマニビ山
- 2019.1.8 サモア マウガシリシリ
- 2019.1.20 トンガ カオ島：日本人初の登頂
- 2019.1.27 オーストラリア コジオスコ
- 2019.6.25 アメリカ デナリ
- 2019.7.21 ジョージア カズベック山
- 2019.7.31 ロシア エルブルス山
- 2019.8.27 日本 富士山

#### 敗退した山
- 2019.5.16 カナダ ローガン山 （敗退後、バンクーバー市内 最高地点 エリザベス女王公園 にトライ）

### その他
- 好日山荘へ中途入社。アウトドア総合通販サイトGsMALL 企画立案及びシステム開発責任者
- KOBE Rail＆Trail 立ち上げメンバー

## 参考サイト
- 日経新聞：ラグビーボール抱え25カ国の最高峰にトライ　W杯アピール
- TABILABO：ある日ボクは、ジンバブエで「王様」と呼ばれるようになった。
- AERA：2019年4月15日号

## 外部サイト
- 冒険家 | ラグビー登山家 長澤 奏喜 オフィシャルサイト - Worldtryproject | 神戸市
- 長澤　奏喜 (@nagasawa.sohki) - Instagram
- 長澤 奏喜 (sohki.nagasawa) - Facebook
- 長澤@ラグビー登山家 (@Shoki_Nagasawa) - X（旧Twitter）
- 長澤 奏喜 - Manager - （株）好日山荘 - LinkedIn